# Gouvernorat de Hama
Le gouvernorat de Hama est l'un des quatorze gouvernorats de Syrie ; il a pour capitale la ville de Hama.

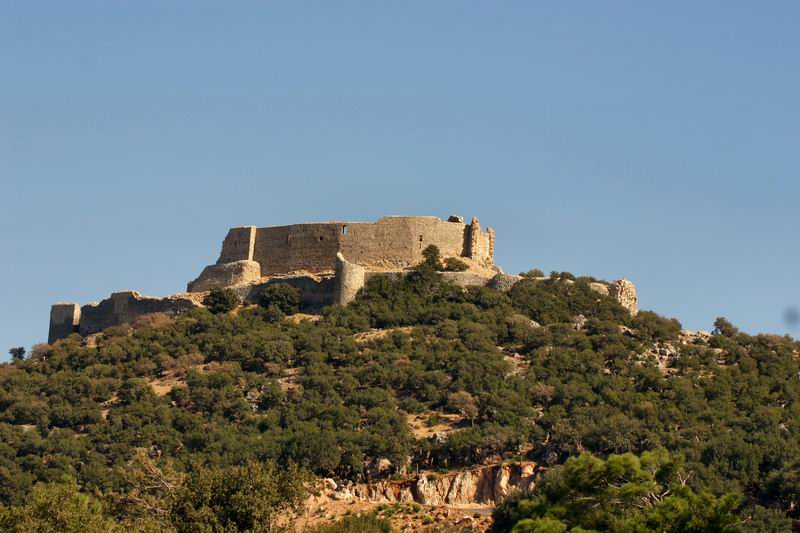
Château d'Abou Qubays

## Districts
Le gouvernorat est subdivisé en cinq districts :
- Al-Suqaylabiyah
- Hama
- Masyaf
- Muhardeh
- Salamiyah